# الیزو آراخو دی میلو باتیستا
الیزو آراخو دی میلو باتیستا (به پرتغالی: Elizeu Araújo de Melo Batista) هافبک، مدافع اهل برزیل است که در شهر ریسیف و در تاریخ ۲۸ مهٔ ۱۹۸۹ به دنیا آمده‌است.
الیزو آراخو دی میلو باتیستا در تیم‌های فوتبال Sport سابقهٔ حضور دارد.